# Бочкарьово (Таборинський район)
Бочкарьо́во (рос. Бочкарёво) — присілок у складі Таборинського району Свердловської області. Входить до складу Кузнецовського сільського поселення.
Населення — 14 осіб (2010, 21 у 2002).
Національний склад населення станом на 2002 рік: росіяни — 90 %.